# Statskuppen i Oman 1970
Statskuppen i Oman 1970 var en statskupp som ägde rum i Oman den 23 juli 1970, genom vilken sultan Said bin Taimur störtades och avsattes av sin son Qaboos bin Said.
Det var en palatskupp som ägde rum med stöd av Storbritannien, dit den avsatte monarken gick i exil efter avsättningen. Kuppen var en epokgörande händelse i Omans historia. Genom den radikala samhällsmodernisering som iscensattes av den nya monarken förvandlades Oman från en isolerad medeltida feodalstat till en modern stat.